# Columbusmonumentet
Columbusmonumentet (katalanska: Monument a Colom) är ett monument i Barcelona i Spanien. Den ligger vid gatan La Ramblas nedre ände och uppfördes 1888 i samband med Exposición Universal de Barcelona för att hedra Christofer Columbus första resa till Amerika. 